# NGC 1394
NGC 1394 é uma galáxia {{{typ}}} localizada na direcção da constelação de Eridanus. Possui uma declinação de -18° 17' 32" e uma ascensão recta de 3 horas, 39 minutos e 06,7 segundos.
A galáxia NGC 1394 foi descoberta em 1886 por Frank Leavenworth.